# Cabera leptographa
Cabera leptographa är en fjärilsart som beskrevs av Eugen Wehrli 1936. Cabera leptographa ingår i släktet Cabera och familjen mätare. Inga underarter finns listade i Catalogue of Life.